# Le Lude (commune nouvelle)
Le Lude is een gemeente met de status van commune nouvelle in het Franse departement Sarthe in de regio Pays de la Loire. De plaats maakt deel uit van het arrondissement La Flèche. Le Lude is op 1 januari 2018 ontstaan door de fusie van de gemeenten Dissé-sous-le-Lude en Le Lude. De gemeente telde 4.016 inwoners op 1 januari 2022.

## Geografie
De oppervlakte van Le Lude bedroeg op 1 januari 2022 68,36 vierkante kilometer; de bevolkingsdichtheid was toen 58,7 inwoners per km².

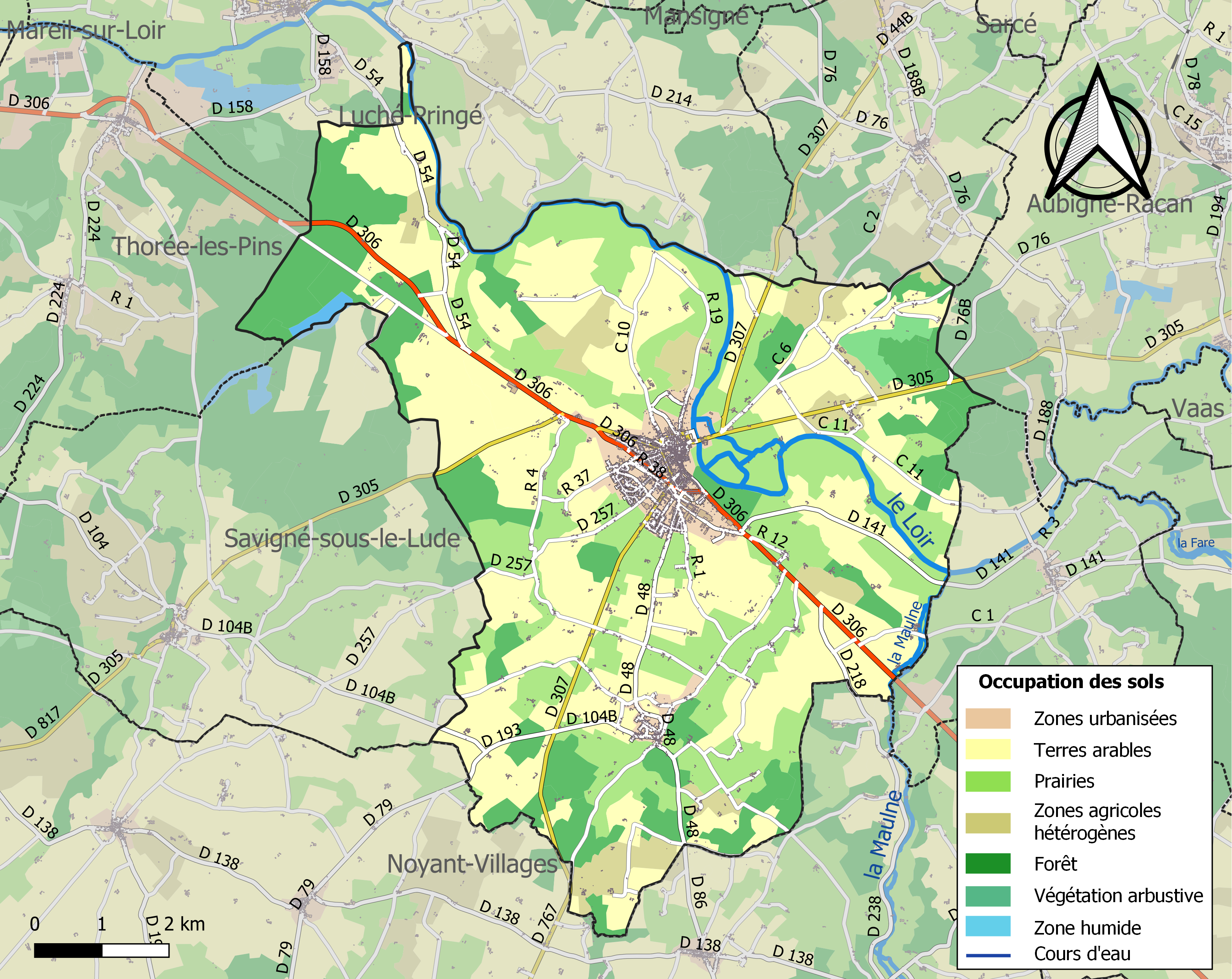
Kaart van de gemeente met de belangrijkste infrastructuur, bodemgebruik en omliggende gemeenten